# 정혜인
정혜인(1990년 9월 20일 ~ )은 대한민국의 배우이다.

## 학력
- 신곡초등학교
- 천보중학교
- 송현고등학교
- 성균관대학교 연기예술학과

## 연기 활동

### 드라마
| 연도                       | 방송사                       | 제목                               | 역할                 | 비고 |
| -------------------------- | ---------------------------- | ---------------------------------- | -------------------- | ---- |
| 2014                       | SBS                          | 월화드라마 《닥터 이방인》         | 여선희               | 조연 |
| 2014                       | KBS2                         | 드라마 스페셜 《돌날》             | 어린 경주            | 조연 |
| 2014                       | KBS2                         | 월화드라마 《힐러》                | 최명희 젊은 시절     | 조연 |
| 2015                       | KBS2                         | 월화드라마 《힐러》                | 최명희 젊은 시절     | 조연 |
| KBS1                       | 일일연속극 《가족을 지켜라》 | 고예원                             | 주연                 |      |
| 2017                       | KBS2                         | 월화드라마 《저글러스》            | 박경례               | 주연 |
| 2018                       | KBS2                         | 월화드라마 《저글러스》            | 박경례               | 주연 |
| 일일연속극 《끝까지 사랑》 | KBS2                         | 에밀리                             | 조연                 |      |
| 2019                       | MBN                          | 수목드라마 《우아한 가》           | 이경아               | 조연 |
| 2020                       | OCN                          | 토일드라마 《루갈》                | 송미나               | 주연 |
| 2021                       | JTBC                         | 수목드라마 《시지프스 : the myth》 | 김서진 / 김 아그네스 | 조연 |

### 영화
- 2009년 영화 《여고괴담 5: 동반자살》 ... 정혜인 역
- 2014년 영화 《이것이 우리의 끝이다》 ... 은영 역
- 2021년 영화 《여타짜》 ... 오자와 역
- 2022년 영화 《히든》 ... 정해수 역
- 2023년 영화 《보이지 않아》 ... 화정 역
- 2025년 영화 《써니데이》 ... 오선희 역

### 뮤직비디오
- 2007년 박효신 - 추억은 사랑은 닮아
- 2008년 FT아일랜드 - 사랑후애
- 2013년 준호 - 키미노코에

## 예능 프로그램
- 2021년 4월 18일 SBS 《런닝맨》 - 게스트
- 2021년 4월 25일 SBS 《런닝맨》 - 게스트
- 2021년 6월 16일 ~  SBS 《골 때리는 그녀들》 - FC 액셔니스타 선수
- 2022년 2월 23일 ~ 2022년 6월 17일 채널A 《블랙: 악마를 보았다》

## 광고
- 2005년 Ceci - Ceci 2005년 9월호 - 표지모델
- 2006년 유행통신- 표지모델
- 2006년 SKY 붐붐폰(IM-U160/U160K/U160L) - 영상광고
- 2006년 iRiver(아이리버) - 영상광고
- 200*년 SK 텔레콤 - 영상광고
- 200*년 콜드스톤 - 영상광고
- 200*년 할리스 커피 - 영상광고
- 2011년 K&I - 영상광고
- 2011년 삼성전자(갤럭시 탭) - 시네노트, 영상광고
- 2011년 슈에무라 - 영상광고
- 2011년 빈폴 - 지면광고
- 2011년 U.G.I.Z - 지면광고
- 2013년 CJ제일제당 쁘띠첼(with 배우 김수현) - 영상광고
- 2013년 아이더(with 배우 이민호)  - 영상광고
- 2014년 LG전자 옵티머스 LG G Pro 2 - 영상광고
- 2014년 맥심 카누(with 배우 공유와 카누 뮤직카페 버전) - 영상광고
- 200*년 LG U+ - 영상광고
- 200*년 LG생활건강 비욘드 - 영상광고
- 200*년 아모레퍼시픽 일리윤  - 영상광고
- 2020년 4399 Korea 스테리테일(with 김세정, DJ 소다)  - 영상광고
- 2020년 JK 인스퍼레이션 오드리선  - 영상광고

## 수상 및 후보
| 연도 | 시상식       | 부문            | 작품             | 결과 |
| ---- | ------------ | --------------- | ---------------- | ---- |
| 2018 | KBS 연기대상 | 여자 신인연기상 | 끝까지 사랑      | 후보 |
| 2022 | SBS 연예대상 | 신스틸러상      | 골 때리는 그녀들 | 수상 |
| 2023 | SBS 연예대상 | 센추리클럽상    | 골 때리는 그녀들 | 수상 |
| 2024 | SBS 연예대상 | 여자 최우수상   | 골 때리는 그녀들 | 수상 |